# Ахиллес ’29
«Ахиллес '29» (нидерл. Achilles '29) — футбольный клуб из Грусбека, Нидерланды. Один из самых успешных любительских клубов в стране, в настоящее время «Ахиллес» играет в Первом дивизионе, куда перешёл из Топклассе в 2012/13 сезоне.

## История
В 1983 году «Ахиллес '29» впервые стал чемпионом Хофдклассе. В 2006 году «Ахиллес» снова стал чемпионом Хофдклассе, обойдя на два очка «Де Трефферс». Два года спустя «Ахиллес» получил шанс выиграть Хофдклассе третий раз. В последнем матче сезона клубу предстояло сыграть дома со всё тем же «Де Трефферс», который в случае победы мог стать чемпионом, в свою очередь, «Ахиллес '29» устраивала и ничья. В историческом дерби хозяева выиграли со счетом 3:2 и таким образом клуб выиграл Хофдклассе в третий раз.
В 2010 году была создана новая лига, в результате чего Хофдклассе стала второй высшей лигой голландского любительского футбола. В новой лиге, Топклассе, не было матчей между субботними и воскресными чемпионами Хофдклассе, чемпионами Топклассе становятся непосредственно победители субботних или воскресных соревнований. Субботние и воскресные чемпионы также сражаются за национальный титул. В первом сезоне Топклассе, низведённая команда Первого дивизиона, «Осс», выиграла воскресный титул, победив в последнем матче сезона «Ахиллес '29» со счётом 0:2. «Ахиллес '29» финишировал на втором месте и пропустил решающий матч с субботним чемпионом из-за проигрыша в последний день.
В следующем сезоне «Ахиллес '29» стал чемпионом воскресного Топклассе, обойдя на девять очков «Хагландию». Как воскресный чемпион клуб сошёлся с субботним чемпионом «Спакенбюргом» за национальный титул. В первом матче «Ахиллес» выиграл со счётом 3:0 и в ответном матче закрепил победу — 2:0, клуб впервые стал чемпионом страны в любительском футболе. «Ахиллес '29» получил реальную возможность повышения в Первый дивизион, но решил отказаться. В 2012/13 сезоне Топклассе «Ахиллес '29» был фаворитом как действующий чемпион. После 11 матчей клуб обосновался в верхней части турнирной таблицы и остался там до конца сезона. Команда проиграла национальный титул «Катвейку», но в отличие от последнего, «Ахиллес» решил использовать своё право на повышение в классе и профессиональную лицензию. В результате клуб принял участие в Первом дивизионе 2013/14 сезона, свой первый матч в профессиональном футболе он сыграл с «Эмменом», матч завершился вничью.